# ルーハーンギーズ・サーミネジャード

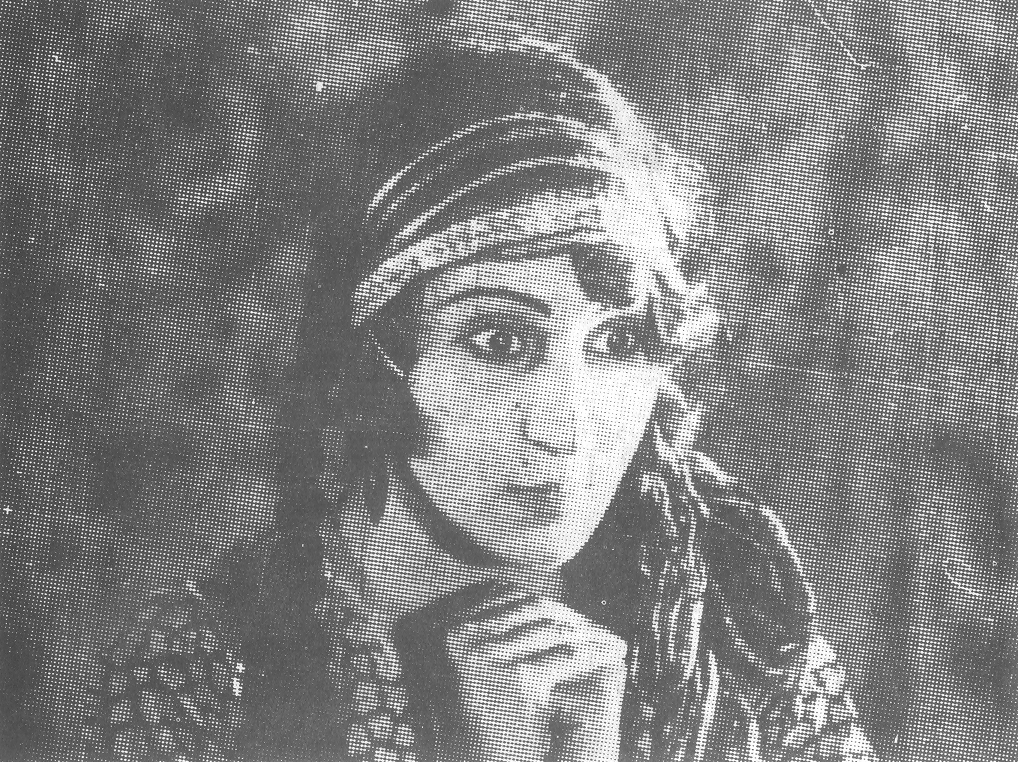
ルーハーンギーズ・サーミネジャード

セッディーケ（ルーハンギーズ）・サーミネジャード（イラン暦1295年-1376年）は、イランではじめてのトーキー映画、『ロル族の娘』でタイトルロールを演じた、ペルシャ語による映画史もしくはイラン映画史上はじめての女優である。

## 女優としてのキャリア
- ロル族の娘（イラン暦1312年、アルデシール・イーラーニー監督）
- シーリーンとファルハード (1934年の映画)（イラン暦1313年、アブドルホセイン・セペンタ監督）
- フェルドウスィー (1934年の映画)（イラン暦1313年、アブドルホセイン・セペンタ監督）

## 生涯
セッディーケは、イラン暦1295年ティール月3日（西暦1916年6月24日）、ケルマーン州バムに生まれた。1308年に、ボンベイ帝国撮影所で働いていた夫のダマーヴァンディーに連れ添って、ヒンドゥースターン（インド亜大陸）に移住した。その18年後にイランに戻った。
映画『ロル族の娘』が好評を博したため、サーミネジャードは、アブドルホセイン・セペンタ監督の映画『シーリーンとファルハード』にも出演した。しかしながら、映画出演のせいで家族に非難され、独りで時を過ごすことを余儀なくされたという。サーミネジャードは、1349年に『イラン映画：その成立からセペンタまで』というドキュメンタリーの中で、この受難の時期についても語り、つらそうに泣いた。このドキュメンタリーの中では、映画に出演するまでのいきさつについてもカメラの前で語っている。
彼女の最終学歴は高等学校の1回生であり、短い女優としてのキャリアののちは看護婦をしていた。彼女は三回の結婚をしたがいずれも離婚に終わり（このうち、二回目の結婚の相手は映画俳優のノセルトッラー・モフタシェムであった）、子どもはなかった。3人目の夫と死別した後、生涯の最後の7年間は独りで過ごした。そして、彼女が亡くなった時には多くの人に、もっと前に既に彼女が亡くなっていたものと思われていた。
ルーハーンギーズ・サーミネジャードは、1376年オルディーベヘシュト月10日朝まで、テヘラーンのパースダーラーン通りにある二階建ての家の一階に住んでいた。そして、同日午後、80歳で亡くなった。ベヘシュテ・ザフラー共同墓地36区44列41号に埋葬された。

## ロル族の娘の出演シーン

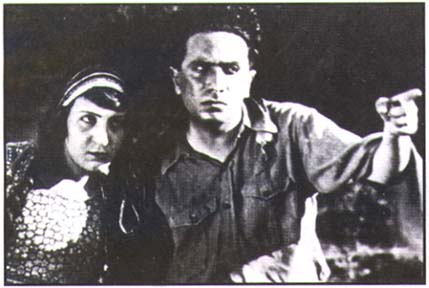
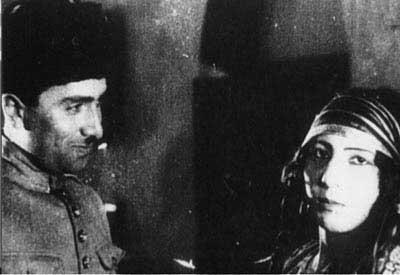
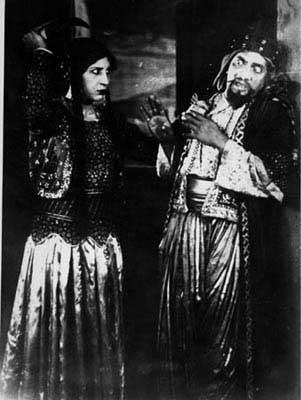
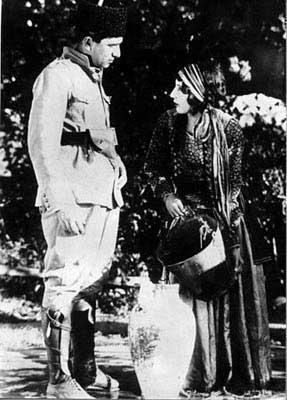